# Vito Sangirardi
Vito Sangirardi (Palo del Colle, 2 novembre 1909 – Bari, 3 luglio 1999) è stato un architetto italiano.

## Biografia
Vito Sangirardi nasce a Palo del Colle in provincia di Bari il 2 novembre 1909. Dopo le scuole secondarie si iscrive alla Reale Accademia di Belle Arti di Napoli, dove si diploma nel 1932. Più tardi segue i corsi della Regia Università di Architettura laureandosi il 21 dicembre 1938. Dopo alcuni anni di attività a Napoli, torna in Puglia dove sposa nel 1941 Luigia Mastronardi, dalla quale avrà quattro figli, e vive a Sannicandro (Bari). Dal 1953 risiede definitivamente a Bari e qui svolge in gran parte la sua professione, che però interessa in maniera diffusa tutto il territorio regionale. Si occupò della controversa modernizzazione di parte del centro storico di Bari in particolare del quartiere Murat. I suoi edifici sono considerati fra i più interessanti e innovativi sia nel design che nell'uso dei materiali, staccandosi dai generali esiti considerati "orribili e deprimenti " sia dell'architettura littoria, tipica del regime fascista, che della cementificazione degli anni 50 e 60 che, in parte, sostituirono e deturparono il vecchio centro storico. Nella trasformazione del centro storico di Bari Vito Sangirardi si distingue come protagonista e nella sua opera sono riconosciuti gli influssi di Le Corbusier, Frank Lloyd Wright e del neorealismo di Mario Ridolfi e Volfango Frankl. Oltre ad alcuni degli edifici disegnati da Sangirardi, vengono considerati di interesse architettonico anche alcuni progetti dello studio "Vittorio Chiaia e Massimo Napolitano" e alcune delle realizzazioni neoclassiche e liberty dei primi del novecento di Saverio Dioguardi, che talvolta riuscì a mantenere uno stile personale e innovativo anche nell'enfasi retorica dell'architettura "di regime" Nel 1954 Sangirardi partecipò alla riqualificazione architettonica del rione Spine Bianche di Matera.

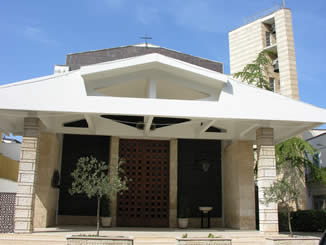
Maria SS del Carmine, Sannicandro

Nel 1960 è eletto presidente dell'ordine degli Architetti di Bari, mantenendo la carica sino al 1971. Dal 1970 al 1973 è anche consigliere per la Puglia nell’Ordine Nazionale degli Architetti.
Una delle sue opere più mature, ascritta al brutalismo, è la chiesa di Santa Maria delle Vittorie a Bari, realizzata tra il 1980 e il 1985 e caratterizzata da ampie superfici in cemento a vista.
Muore a Bari il 3 luglio 1999.

## Opere principali

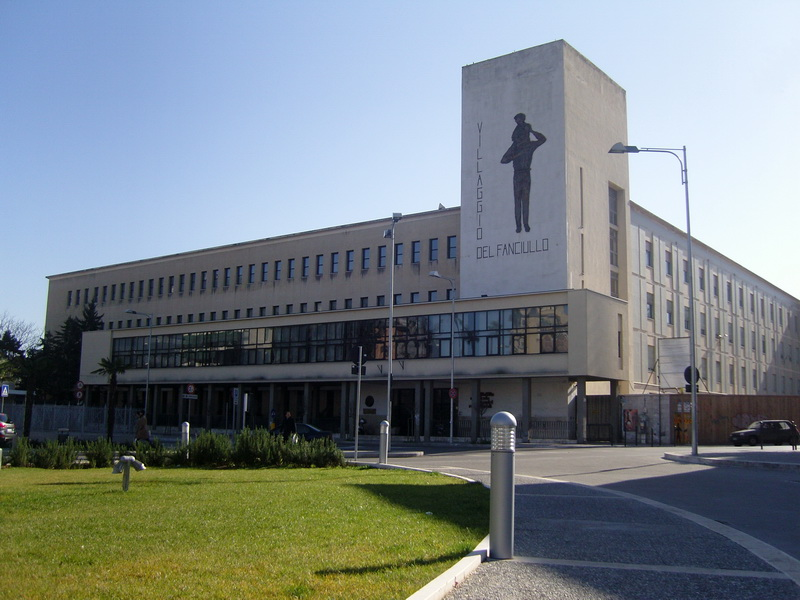
Villaggio del Fanciullo, Bari

- Chiesa Maria SS del Carmine[16], Sannicandro
- Villaggio del Fanciullo[17], Bari[18]
- Terme di Torre Canne
- Sede Banco di Napoli[19], Bari
- Santa Maria delle Vittorie[20], Bari
- Palazzo Conte Celio Sabini[21], Bari
- Villa Milella[22], Bari